# Willem Karel van Dedem
Willem Karel baron van Dedem (Heerde (Gld.), 6 juli 1839 - Calcutta, 2 april 1895) was een Nederlands advocaat en liberaal politicus uit het geslacht Van Dedem.

## Opleiding
Van Dedem was een telg uit een adellijk geslacht, afkomstig uit Westphalen, waar het al in de 12de eeuw bekend was en waarvan sinds de 13de eeuw een tak in Bentheim gevestigd was. In die eeuw werden ook al in Nederland leden van dit geslacht vermeld. Van Dedem werd geboren op de Kasteel Vosbergen; zijn vader, Willem Karel Jan baron van Dedem, was officier der cavalerie, later luitenant-generaal. Van Dedem studeerde rechten aan de Leidse Hogeschool vanaf september 1856 en promoveerde op 19 januari 1861 aldaar op het proefschrift Iets over de intrekking der recepissen uitgegeven krachtens de publicatie van de gouverneur-generaal van Nederlands-Indië van 4 februari 1846 (Staatsblad nr. 3). Hij deed nog datzelfde jaar in Delft (waar hij al sinds 1859 als door de regering aangestelde kandidaatambtenaar de lessen volgde) examen en werd per Koninklijk Besluit van 16 augustus 1861 benoemd tot ambtenaar eerste klasse van de burgerlijke dienst in Nederlands-Indië.

## Loopbaan in Nederlands-Indië
Van Dedem vertrok in november 1861 naar Indië en werd bij Indisch besluit van 6 mei 1862 ter beschikking gesteld van de algemeen secretaris. Hij werd echter al bij besluit van 22 november van dat jaar op verzoek eervol ontslagen uit 's lands dienst en benoemd tot advocaat en procureur bij de Raad van Justitie te Semarang. Met een pauze van enkele maanden, in 1869, toen hij met verlof naar Nederland kwam, bleef hij tot 1873 in Indië werkzaam, vanwaar hij in de lente van dat jaar naar Nederland terugkeerde.

## Politieke loopbaan
Na zijn terugkomst woonde Van Dedem aanvankelijk in Den Haag maar in 1875, onder het ministerie Heemskerk, werd hij benoemd tot burgemeester van Hoorn en verhuisde hij daarnaartoe; hij bleef er tot het het ministerie Van Tienhoven hem in 1891 naar Den Haag terugriep. Terwijl hij in de burgemeesterswoning op het adres Roode Steen 15 woonde, liet hij naast de woning een poort bouwen, zodat zijn personeel niet langer via de voordeur naar binnen hoefde te gaan. Het poortje heeft geen functie als poort meer, maar wordt nog wel Burgemeesterspoortje genoemd. In 1877 werd hij te Hoorn verkozen tot lid van de gemeenteraad (tot 1889); hij zorgde er onder meer voor dat er een standbeeld van Jan Pieterszoon Coen op de Roode Steen in Hoorn geplaatst werd en nam in 1879 het initiatief tot het oprichten van een stedelijk museum, nu Westfries Museum.

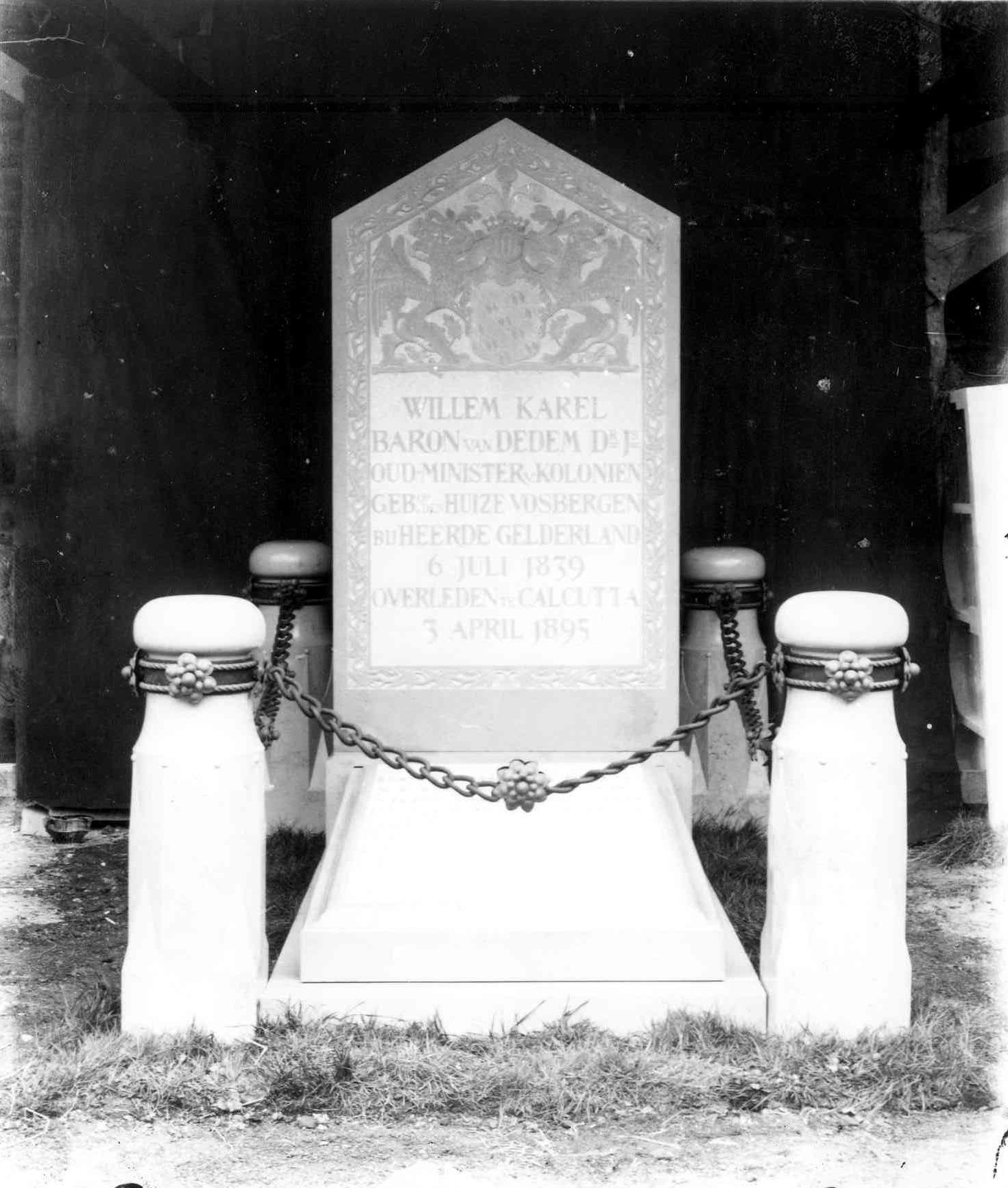
Grafmonument van Van Dedem in Calcutta, ontworpen door Pierre Cuypers.

Op 17 februari 1880 werd Van Dedem in het kiesdistrict Hoorn gekozen tot lid van de Provinciale Staten van Noord-Holland en toen in juli van datzelfde jaar Fransen van der Putte door de Provinciale Staten van Zuid-Holland tot lid der Eerste Kamer was gekozen, werd Van Dedem in zijn plaats als afgevaardigde van Hoorn in de Tweede Kamer benoemd, waar hij op 21 september werd toegelaten. In beide betrekkingen bleef hij bij opvolgende verkiezingen gehandhaafd tot hij bij zijn benoeming tot minister van Koloniën zijn ontslag in Hoorn moest nemen. Als minister van Koloniën (vanaf 20 september 1891) in het kabinet-Van Tienhoven bereidde hij wetgeving voor op het gebied van de decentralisatie in Nederlands-Indië. Hij diende onder meer ontwerpen in tot voorbereiding van de ontginning der Ombiliën-kolenvelden door de staat, tot schorsing van het uitvoerrecht op suiker, tot verbetering van het vaarwater in het Westgat van Soerabaja en tot invoering van de scheepvaartregeling op Atjeh. Hij wijzigde verder de organisatie van het wapen der infanterie in Indië, waardoor de sterkte met 4.000 man werd verhoogd en op zijn voordracht werd jonkheer Carel Herman Aart van der Wijck tot gouverneur-generaal benoemd.

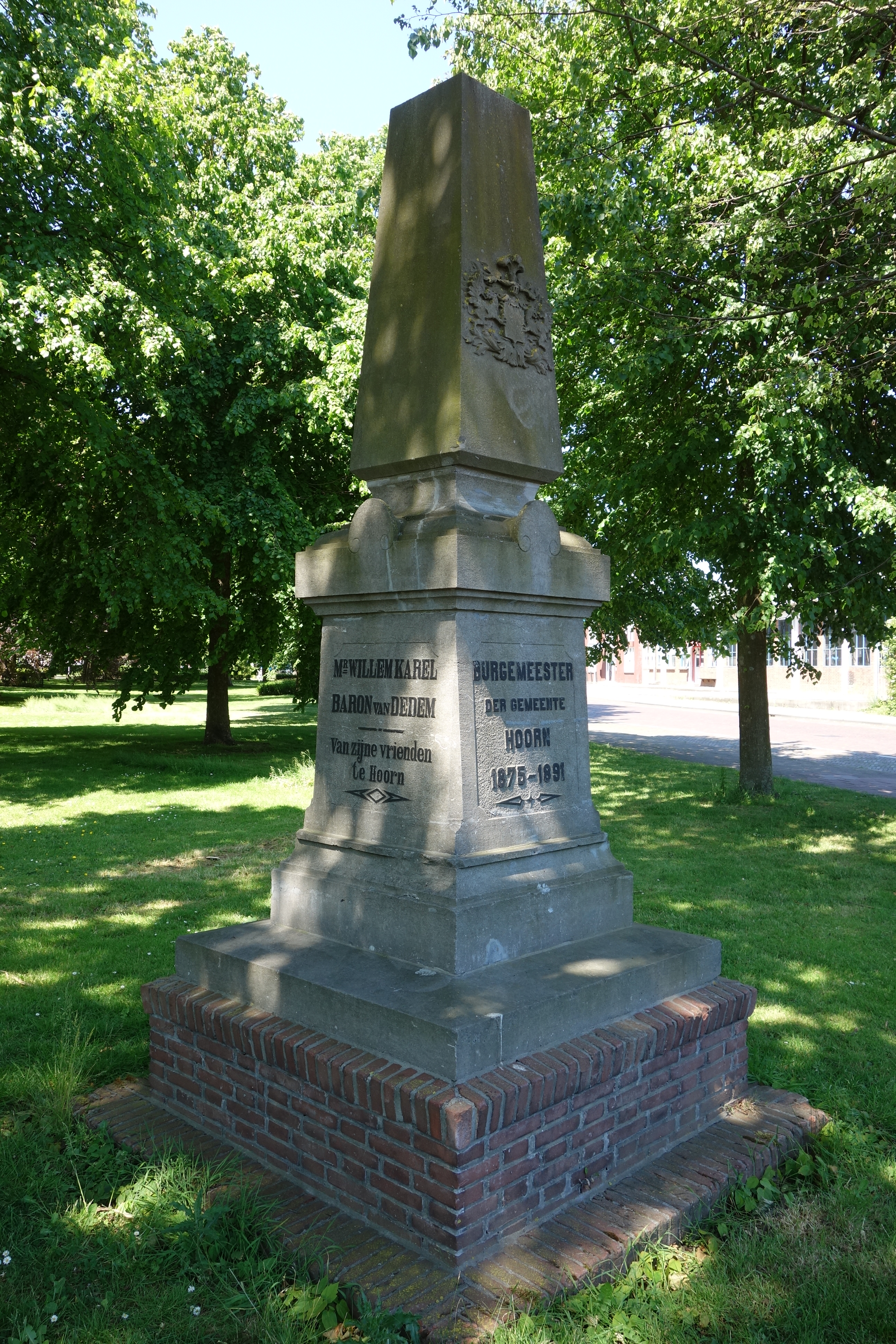
Het door de burgers van Hoorn geplaatste monument

Door de kabinetscrisis van 1894 was Van Dedem gedwongen om als minister af te treden en bereidde hij zich voor op een reis naar het oosten; hij bezocht eerst Berlijn, Dresden en Wenen, vervolgens doorkruiste hij Brits-Indië en overleed plotseling, aan een kwaadaardige koorts gevolgd door bloedvergiftiging, te Calcutta.

## Monument
Na het vertrek van Van Dedem lieten de burgers van de stad Hoorn een gedenknaald voor hem maken. Deze stond in eerste instantie op het plantsoen aan de Ramen. Na het verwijderen van het plantsoen werd de gedenknaald overgebracht naar wat nu het Noorderplantsoen is. Dit plantsoen is een gedempt gedeelte van de voormalige stadssingel.

## Onderscheidingen
- Ridder in de Orde van de Nederlandse Leeuw
- Grootofficier in de Orde van Oranje-Nassau